# شهرستان چوروون (کره جنوبی)
شهرستان چوروون به کره‌ای: 철원군) یک شهرستان در شمال کره جنوبی (مرکز شبه‌جزیره کره) است که در تابعیت استان گانگوون قرار دارد.
این شهرستان، شهرستانی تقسیم شده می‌باشد. منطقه غیرنظامی کره که در عمل مرز بین دو کره می‌باشد، از میان این شهرستان عبور کرده. برای همین در کره شمالی نیز نیمهٔ شمالی این شهرستان در تابعیت نیمهٔ شمالی استان گانگوون وجود دارد. از زمان پایان جنگ کره در سال ۱۹۵۲ به این سو، مرز هر دو شهرستان تغییرات گسترده‌ای کرده. اهم این تغییرات شامل جذب اراضی قصبه‌ها و روستاها و شهرک‌هایی می‌باشد که به دلیل عبور مرز، به دو نیم تقسیم شده و به عبارتی یتیم مانده‌اند. به طور مثال، در سال ۱۹۶۳ میلادی، شهرستان (جنوبی) گیم‌هوا به دلیل اینکه عمدهٔ اراضی آن یا در کره شمالی بوده یا به دلیل نزدیکی به منطقه غیرنظامی کره، خالی از سکنه باقی مانده بود، منحل شده و به شهرستان (جنوبی) چوروون پیوست؛ یا این که در کره شمالی اراضی شهرستان یونچون (از استان گیونگ‌گی) را که در سمت شمالی مرز قرار گرفته بود در حوزهٔ مدیریت شهرستان (شمالی) چوروون قرار گرفت.
شهرستان چوروون ۸۹۰٫۳۰ کیلومتر مربع مساحت و ۴۰٬۱۳۰ نفر جمعیت دارد.

## تاریخ
در آوریل سال ۱۹۳۱ میلادی، «قصبهٔ چوروون» شهرک ارتقاء یافت.
پس از استقلال کره از ژاپن در سال ۱۹۴۵ میلادی، این کشور به دو نیمه تقسیم شد. مرز بین دو کره در آن زمان، مدار ۳۸ درجه شمالی در نظر گرفته شده بود. این مدار از میان استان (تاریخی) گانگوون عبور می‌کند. در نتیجه استان گانگوون به نیمهٔ شمالی و نیمهٔ جنوبی تقسیم شد. تمامی اراضی این شهرستان و همین‌طور شهرستان (تاریخی) گیم‌هوا، در شمال این مدار قرار گرفتند، و در تبعیت استان (شمالی) گانگوون قرار گرفت. 
در همین زمان، «شهرک چوروون» از این شهرستان مستقل شده و به «شهر در سطح شهرستان» ارتقاء یافت. دلیل این ارتقاء، این بود که شهر چوروون به عنوان مرکز استان (شمالی) گانگوون انتخاب شد. شهرهای اصلی استان تاریخی گانگوون، منجمله دو مرکز اداری سنتی آن (شهرهای وون‌جو و چونچون)، در جنوب مدار ۳۸ درجه و در کره جنوبی قرار گرفته بودند.
یک سال بعد، در سپتامبر سال ۱۹۴۶ میلادی، با ضمیمه شدن شهر وون‌سان و تعداد دیگری شهرستان از استان هامگیونگ جنوبی و انتقال مرکز استان به وون‌سان، شهر چوروون به «شهرک» تقلیل درجه یافته و ضمیمهٔ شهرستان چوروون شد.
با پایان جنگ کره در سال ۱۹۵۳ میلادی و امضای آتش‌بس بین کره شمالی و ایالات متحده آمریکا، بخش‌هایی از اراضی این شهرستان و شهرستان گیم‌هوا تحت حاکمیت کره جنوبی قرار گرفت. یک عدد روستا از «قصبهٔ نام‌(جنوبی)» از شهرستان پیونگ‌گانگ در جنوب مرز قرار گرفت، «روستای جانگیون» [정연리]، سایر اراضی این شهرستان در تابعیت کره شمالی باقی ماند.
واحدهای اداری که شهرستان چوروون در تابعیت کره جنوبی را تشکیل دادند شامل «شهرک چوروون»، «قصبهٔ گالمال»، «قصبهٔ دونگ‌سونگ»، «قصبهٔ شینسو» [신서면]، نیمی از «قصبهٔ این‌موک» [인목면]، نیمی از «قصبهٔ میوجانگ» [묘장면]، بیشتر «قصبهٔ اوئون» [어운면]، دو روستا از «قصبهٔ نه‌مون» [내문면]، و دو روستا از «قصبهٔ بوک (شمالی)» [북면].
واحدهای اداری که شهرستان گیم‌هوا در تابعیت کره جنوبی را تشکیل دادند شامل «شهرک گیم‌هوا»، «قصبهٔ سو (غربی)»، «قصبهٔ گون‌نام»، بخش‌هایی از «قصبهٔ گون‌بوک» و «قصبهٔ گون‌دونگ»، «قصبهٔ وون‌دونگ»، و «قصبهٔ وون‌نام»، و همین‌طور مناطق کوچکی از «قصبهٔ ایم‌نام».
در نوامبر ۱۹۵۴ میلادی، این دو شهرستان، تحت مدیریت استان (جنوبی) گانگوون مجددا و در همسایگی با همتاهای شمالی خود، چوروون و گیم‌هوا تاسیس شدند. 
شهرستان چوروون متشکل بود از یک شهرک، «شهرک چوروون» («قصبهٔ میوجانگ» منحل شده و اراضی آن ضمیمهٔ این شهرک شد)، و ۳ قصبه: «قصبهٔ گالمال» («روستای جانگیون» [정연리]، که در اصل بخشی از شهرستان پیونگ‌گانگ بوده،‌ ضمیمهٔ این قصبه شد.)، «قصبهٔ دونگ‌سونگ» («قصبهٔ اوئون» و «قصبهٔ بوک (شمالی)» منحل شده و اراضی آن ضمیمهٔ این قصبه شد)، و «قصبهٔ شینسو» («قصبهٔ این‌موک» و «قصبهٔ نه‌مون» منحل شده و اراضی آن ضمیمهٔ این قصبه شد). در همین تاریخ، به دلیل این‌که منطقهٔ مسکونی اصلی «شهرک چوروون» در طی جنگ کره به طور گسترده تخریب شده بود، و به دلیل مجاورت آن با منطقه غیرنظامی کره، مرکز این شهرستان به «قصبهٔ گالمال» منتقل شد.
شهرستان گیم‌هوا متشکل از ۱ شهرک و ۷ قصبهٔ فوق الذکر بود، بدون تغییر در مرزبندی آن‌ها.
در ژانویه سال ۱۹۶۳ میلادی، «قصبهٔ شینسو» از این شهرستان و از استان گانگوون جدا شده و ضمیمهٔ شهرستان یونچون در استان گیونگ‌گی شد. اراضی «قصبهٔ منحل شدهٔ نه‌مون» از «قصبهٔ شینسو» جدا شده و به «شهرک چوروون» پیوست.اما اراضی «قصبهٔ این‌موک» به همراه «شینسو» به شهرستان یونچون پیوست.
در همین‌ تاریخ، شهرستان گیم‌هوا منحل شده و ۱ شهرک و ۷ قصبهٔ تابعهٔ آن به شهرستان چوروون پیوستند.
در ژوئیه سال ۱۹۷۳ میلادی، دو روستای «چویانگ» و «دوچانگ» از «قصبهٔ سو (غربی)» به «شهرک گیم‌هوا» منتقل شدند.
در ماه مه ۱۹۷۹ میلادی، «قصبهٔ گالمال» شهرک ارتقاء یافت.
در دسامبر سال ۱۹۸۰ میلادی، «قصبهٔ دونگ‌سونگ» شهرک ارتقاء یافت.

## تقسیمات اداری
شهرستان چوروون به ۴ شهرک و ۱۱ قصبهٔ تابعه تقسیم شده است. در تابعیت این تقسیمات اداری، در مجموع ۸۰ عدد روستا وجود دارد. ۴ قصبهٔ ادعایی دیگر نیز در تابعیت این شهرستان در نظر گرفته شده‌اند. در تابعیت این قصبه‌ها ۱۷ روستا وجود دارد. ۲ عدد قصبه نیز، با وجود اینکه ۹ روستای تابعهٔ آنان در کره جنوبی واقع شده است، به دلیل خالی از سکنه بودن آن‌ها، منحل شده و «قصبهٔ ادعائی» به حساب می‌آیند. البته قصمت کوچکی از این دو قصبه در کره شمالی واقع شده است.
در تقسیمات اداری کره شمالی برای شهرستان (شمالی) چوروون، به تبع انحلال «قصبه» به‌عنوان یک واحد اداری در سال ۱۹۵۲ میلادی، و در عوض آن، تجمیع روستاهای کوچکتر و بزرگتر در جای‌جای کشور، و عملا تبدیل روستاها به سطح سوم تقسیمات کشوری، مستقیما تابعهٔ شهرستان‌ها، در این اراضی، ۱ شهرک و ۳۶ روستا در تبعیت مستقیم شهرستان قرار دارد. دلیل بیشتر بودن تعداد روستاهای شهرستان (شمالی) چوروون از اراضی ادعائی تابع این شهرستان در کره جنوبی، این است که کره شمالی اراضی مختلف از شهرستان‌ها و روستاهای همجوار را ضمیمهٔ این شهرستان کرده است.
|                                                                                           |                |        |                               |                               |                      |            |          |  |  |  |
| نام                                                                                       | کره‌ای (هانگول) | هانجا  | برگردان لاتین (نظام اصلاح‌شده) | برگردان لاتین (مک‌کیون–ریشاور) | مساحت (کیلومتر مربع) | جمعیت-۲۰۲۵ | خانوار   |  |  |  |
| شهرک چوروون                                                                               | 철원읍         | 鐵原邑 | Cheorwon-eup                  | Ch'ŏrwŏn-ŭp                   | ۹۹٫۷۶(۱)             | ۴٬۷۵۹(۱)   | ۲٬۳۵۳(۱) |  |  |  |
| شهرک دونگ‌سونگ                                                                             | 동송읍         | 東松邑 | Dongsong-eup                  | Tongsong-ŭp                   | ۱۲۷٫۵۰(۲)            | ۱۴٬۰۵۹     | ۶٬۹۹۱    |  |  |  |
| شهرک گالمال(۳)                                                                            | 갈말읍         | 葛末邑 | Galmal-eup                    | Kalmar-ŭp                     | ۱۷۱٫۴۶               | ۱۱٫۳۲۴     | ۵٫۷۱۳    |  |  |  |
| شهرک گیم‌هوا(۴)                                                                            | 김화읍         | 金化邑 | Gimhwa-eup                    | Kimhwa-ŭp                     | ۸۷٫۹۵                | ۳٫۰۱۴      | ۱٬۴۹۰    |  |  |  |
| قصبه ایم‌نام(۵)                                                                            | 임남면         | 任南面 | Imnam-myeon                   | Imnam-myŏn                    | ۱۶٫۷۹(۶)             | ۰          | ۰        |  |  |  |
| قصبه ایم‌نام(۵)                                                                            | 임남면         | 任南面 | Imnam-myeon                   | Imnam-myŏn                    | ۱۹۷٫۳۹(۶)            | -          | -        |  |  |  |
| قصبه سو (غربی)                                                                            | 서면           | 西面   | Seo-myeon                     | Sŏ-myŏn                       | ۷۴٫۳۳                | ۵٬۰۲۷      | ۲٬۶۰۵    |  |  |  |
| قصبه گون‌بوک(۴)                                                                            | 근북면         | 近北面 | Geunbuk-myeon                 | Kŭnbung-myŏn                  | ۲۳٫۷۳(۷)             | ۹۲         | ۵۹       |  |  |  |
| قصبه گون‌بوک(۴)                                                                            | 근북면         | 近北面 | Geunbuk-myeon                 | Kŭnbung-myŏn                  | ۹۸٫۷۲(۷)             | -          | -        |  |  |  |
| قصبه گون‌دونگ(۴)                                                                           | 근동면         | 近東面 | Geundong-myeon                | Kŭndong-myŏn                  | ۱۹٫۷۱(۸)             | ۰          | ۰        |  |  |  |
| قصبه گون‌دونگ(۴)                                                                           | 근동면         | 近東面 | Geundong-myeon                | Kŭndong-myŏn                  | ۹۴٫۸۰(۸)             | -          | -        |  |  |  |
| قصبه گون‌نام                                                                               | 근남면         | 近南面 | Geunnam-myeon                 | Kŭnnam-myŏn                   | ۱۲۹٫۱۳               | ۱٬۸۵۵      | ۹۹۱      |  |  |  |
| قصبه وون‌دونگ(۵)                                                                           | 원동면         | 遠東面 | Wondong-myeon                 | Wŏndong-myŏn                  | ۶۱٫۰۸(۹)             | ۰          | ۰        |  |  |  |
| قصبه وون‌دونگ(۵)                                                                           | 원동면         | 遠東面 | Wondong-myeon                 | Wŏndong-myŏn                  | ۱۵۵٫۷۱(۹)            | -          | -        |  |  |  |
| قصبه وون‌نام(۵)                                                                            | 원남면         | 遠南面 | Wonnam-myeon                  | Wŏnnam-myŏn                   | ۷۷٫۰۹(۱۰)            | ۰          | ۰        |  |  |  |
| قصبه وون‌نام(۵)                                                                            | 원남면         | 遠南面 | Wonnam-myeon                  | Wŏnnam-myŏn                   | ۱۶۳٫۷۶(۱۰)           | -          | -        |  |  |  |
| قصبه اوئون (ادعایی - در تابعیت کره شمالی)                                                 | 어운면         | 於雲面 | Eoun-myeon                    | Ŏun-myŏn                      | ۷۸٫۲۴(۱۱)            | -          | -        |  |  |  |
| قصبه این‌مون (ادعایی - در تابعیت کره شمالی)                                                | 인목면         | 寅目面 | Inmun-myeon                   | Inmun-myŏn                    | ۷۳٫۲۹                | -          | -        |  |  |  |
| قصبه بوک (شمالی) (ادعایی - در تابعیت کره شمالی)                                           | 북면           | 北面   | Buk-myeon                     | Puk-myŏn                      | ۱۰۲٫۷۷(۱۲)           | -          | -        |  |  |  |
| قصبه تونگ‌گو (ادعایی - در تابعیت کره شمالی) (در تبعیت شهرستان ادعائی/منحل شدهٔ گیم‌هوا)      | 통구면         | 通口面 | Tonggu-myeon                  | T'onggu-myŏn                  | ۱۲۴٫۶۱               | -          | -        |  |  |  |
| قصبه چانگدو (ادعایی - در تابعیت کره شمالی) (در تبعیت شهرستان ادعائی/منحل شدهٔ گیم‌هوا)      | 창도면         | 昌道面 | Changdo-myeon                 | Ch'angdo-myŏn                 | ۱۳۱٫۹۰               | -          | -        |  |  |  |
| قصبه گوم‌سونگ(۱۳) (ادعایی - در تابعیت کره شمالی) (در تبعیت شهرستان ادعائی/منحل شدهٔ گیم‌هوا) | 금성면         | 金城面 | Geumseong-myeon               | Kŭmsŏng-myŏn                  | ۱۱۲٫۲۴               | -          | -        |  |  |  |
| قصبه ماجانگ (ادعایی - در تابعیت کره شمالی)                                                | 마장면         | 馬場面 | Majang-myeon                  | Majang-myŏn                   | ۷۳٫۴۶                | -          | -        |  |  |  |
| قصبه میوجانگ (ادعایی - در تابعیت کره شمالی)                                               | 묘장면         | 畝長面 | Myojang-myeon                 | Myojang-myŏn                  | ۶۲٫۵۹(۱۴)            | -          | -        |  |  |  |
| قصبه نه‌مون (ادعایی - در تابعیت کره شمالی)                                                 | 내문면         | 乃文面 | Naemun-myeon                  | Naemun-myŏn                   | ۷۳٫۱۷(۱۵)            | -          | -        |  |  |  |
| قصبه وون‌بوک (ادعایی - در تابعیت کره شمالی) (در تبعیت شهرستان ادعائی/منحل شدهٔ گیم‌هوا)      | 원북면         | 遠北面 | Wonbuk-myeon                  | Wŏnbung-myŏn                  | ۱۸۰٫۵۵               | -          | -        |  |  |  |

نکات
1. شامل اراضی در جنوب مرز سه قصبهٔ تقسیم شدهٔ «بوک (شمالی)» [북면]، «میوجانگ» [묘장면]، و «نه‌مون» [내문면] می باشد، به شرح زیر:
  1. ۴۴٫۴۵ کیلومتر مربع از این شهرک، شامل اراضی اصلی «شهرک چوروون» می‌باشد. تقریبا تمامی جمعیت این شهرک در این منطقه زندگی می‌کنند.
  2. ۱۲٫۱۵ کیلومتر مربع از این شهرک، شامل اراضی «قصبهٔ منحل شدهٔ بوک (شمالی)» [북면] می‌باشد. در تابعیت این منطقه جمعیتی زندگی نمی‌کند.
  3. ۱٫۰۶ کیلومتر مربع از این شهرک، شامل اراضی «قصبهٔ منحل شدهٔ نه‌مون» [내문면] می‌باشد. در تابعیت این منطقه جمعیتی زندگی نمی‌کند.
  4. ۴۲٫۱۰ کیلومتر مربع از این شهرک، شامل اراضی «قصبهٔ منحل شدهٔ میوجانگ» [묘장면] می‌باشد. در تابعیت این منطقه جمعیتی حدود ۴۹۰ نفر در ۲۰۰ خانوار زندگی می‌کند
2. تقریبا تمامی «قصبهٔ اوئون» [어운면] و روستاهای تابعهٔ آن در جنوب مرز قرار گرفته، اما این قصبه منحل شده و اراضی آن به تابعیت «شهرک دونگ‌سونگ» در آمده است.
  1. ۵۷٫۵۰ کیلومتر مربع از این شهرک، شامل اراضی اصلی «شهرک گالمال» می‌باشد.
  2. ۶۵٫۵۹ کیلومتر مربع از این شهرک، شامل اراضی «قصبهٔ منحل شدهٔ اوئون» [어운면] می‌باشد.
3. اراضی قصبهٔ «قصبهٔ نام‌(جنوبی)» [남면] از شهرستان پیونگ‌گانگ که در جنوب مرز قرار گرفته‌اند، به شهرستان چوروون و به «شهرک گالمال» ضمیمه شده‌اند.
  1. ۱۶۰٫۶۵ کیلومتر مربع از این شهرک، شامل اراضی اصلی «شهرک گالمال» می‌باشد. تمامی جمعیت این شهرک در این منطقه زندگی می‌کنند.
  2. مساحت منطقهٔ متعلق به این قصبهٔ منحل شده، ۱۰٫۸۱ کیلومتر مربع می‌باشد. این منطقه خالی از سکنه می‌باشد.
4. دو قصبهٔ «گون‌بوک» و «گون‌دونگ» به دلیل نزدیکی به منطقه غیرنظامی کره، (تقریبا) خالی از سکنه باقی مانده‌اند. در عمل این دو قصبه تحت مدیریت «شهرک گیم‌هوا» قرار گرفته‌اند.
5. سه قصبهٔ «این‌نام، «وون‌دونگ»، و «وون‌نام»، به دلیل نزدیکی به منطقه غیرنظامی کره، خالی از سکنه باقی مانده‌اند. در عمل این دو قصبه تحت مدیریت «قصبهٔ گون‌نام» قرار گرفته‌اند.
6. «قصبهٔ ایم‌نام» رسما منحل نشده، اما بیشتر اراضی آن، ادعائی کره جنوبی (و ادعائیِ شهرستان گیم‌هوا که در کره جنوبی منحل شده) و در عمل تحت حاکمیت کره شمالی می‌باشد.
7. «قصبهٔ گون‌بوک» رسما منحل نشده، اما بیشتر اراضی آن، ادعائی کره جنوبی (و ادعائیِ شهرستان گیم‌هوا که در کره جنوبی منحل شده) و در عمل تحت حاکمیت کره شمالی می‌باشد.
8. «قصبهٔ گون‌دونگ» رسما منحل نشده، اما بیشتر اراضی آن، ادعائی کره جنوبی (و ادعائیِ شهرستان گیم‌هوا که در کره جنوبی منحل شده) و در عمل تحت حاکمیت کره شمالی می‌باشد.
9. «قصبهٔ وون‌دونگ» رسما منحل نشده، اما بیشتر اراضی آن، ادعائی کره جنوبی (و ادعائیِ شهرستان گیم‌هوا که در کره جنوبی منحل شده) و در عمل تحت حاکمیت کره شمالی می‌باشد.
10. «قصبهٔ وون‌نام» رسما منحل نشده، اما نیمی از اراضی آن، ادعائی کره جنوبی (و ادعائیِ شهرستان گیم‌هوا که در کره جنوبی منحل شده) و در عمل تحت حاکمیت کره شمالی می‌باشد.
11. «قصبهٔ اوئون» به دلیل عبور مرز به دو نیم تقسیم شده است. ۶۹٫۹۰ کیلومتر مربع آن در جنوب مرز، و ۸٫۳۱ کیلومتر مربع آن در شمال آن. نیمهٔ جنوبی این قصبه منحل شده و ضمیمهٔ «شهرک گالمال» شده است.
12. «قصبهٔ بوک (شمالی)» به دلیل عبور مرز به دو نیم تقسیم شده است. ۱۲٫۱۵ کیلومتر مربع آن در جنوب مرز، و ۹۰٫۶۲ کیلومتر مربع آن در شمال آن. نیمهٔ جنوبی این قصبه منحل شده و ضمیمهٔ «شهرک چوروون» شده است.
13. در کره شمالی و در تابعیت شهرستان (شمالی) گیم‌هوا، نام منطقهٔ شهری اصلی این قصبه به «شهرک گیم‌هوا» تغییر کرده و این شهرک به عنوان مرکز شهرستان انتخاب شده است.
14. «قصبهٔ میوجانگ» به دلیل عبور مرز به دو نیم تقسیم شده است. ۴۲٫۱۰ کیلومتر مربع آن در جنوب مرز، و ۲۰٫۴۹ کیلومتر مربع آن در شمال آن. نیمهٔ جنوبی این قصبه منحل شده و ضمیمهٔ «شهرک چوروون» شده است.
15. «قصبهٔ نه‌مون» به دلیل عبور مرز به دو نیم تقسیم شده است. ۱٫۰۶ کیلومتر مربع آن در جنوب مرز، و ۷۲٫۱۱ کیلومتر مربع آن در شمال آن. نیمهٔ جنوبی این قصبه منحل شده و ضمیمهٔ «شهرک چوروون» شده است.

### لیست روستاها
این لیست تنها شامل روستاهایی می‌شود که در تابعیت کره جنوبی قرار دارند، و تنها شامل قصبه‌ها و شهرک‌های موجود می‌شود. یعنی این که واحدهای تقسیماتی «ادعائی» در این لیست موجود نمی‌باشند.
شهرک چوروون
| - اوئچون (외촌리، Oechon-ri) - جونگ (중리، Jung-ri) - جونگسه (중세리، Jungse-ri) - دوک‌گوم (독검리، Dokgeom-ri) - ده‌ما (대마리، Daema-ri) | - سان‌میونگ (산명리، Sanmyeong-ri) - سایو (사요리، Sayo-ri) - گادان (가단리، Gadan-ri) - گوانجون (관전리، Gwanjeon-ri) - نه‌پو (내포리، Naepo-ri) | - وول‌ها (월하리، Wolha-ri) - هواجی (화지리، Hwaji-ri) - هونگ‌وون (홍원리، Hongwon-ri) - یوجونگ (유정리، Yujeong-ri) - یول‌ئی (율이리، Yuli-ri) |

شهرک دونگ‌سونگ
| - اوجی (오지리، Oji-ri) - اودوک (오덕리، Odeok-ri) - ای‌پیونگ (이평리، Ipyeong-ri) - ایگیل (이길리، Igil-ri) | - جانگ‌هونگ (장흥리، Jangheung-ri) - جونگ‌گانگ (중강리، Junggang-ri) - ده‌وی (대위리، Daewi-ri) - سانگنو (상노리، Sangno-ri) | - گانگسان (강산리، Gangsan-ri) - گوانو (관우리، Gwanu-ri) - هاگال (하갈리، Hagal-ri) - یانگجی (양지리، Yangji-ri) |

شهرک گالمال
| - توسونگ (토성리، Toseong-ri) - جونگ‌یون (정연리، Jeongyeon-ri) - جیپو (지포리، Jipo-ri) - جی‌گیونگ (지경리، Jigyeong-ri) | - دونگماک (동막리، Dongmak-ri) - سانگسا (상사리، Sangsa-ri) - شین‌چوروون (چوروون جدید) (신철원리، Sincheorwon-ri) - گانگپو (강포리، Gangpo-ri) | - گون‌تان (군탄리، Guntan-ri) - مون‌هیه (문혜리، Munhye-ri) - نه‌ده (내대리، Naedae-ri) |

شهرک گیم‌هوا
| - آمجونگ (암정리، Amjeong-ri) - اومنه (읍내리، Eumnae-ri) - اونجانگ (운장리، Unjang-ri) | - چونگ‌یانگ (청양리، Cheongyang-ri) - دوچانگ (도창리، Dochang-ri) - سِنگ‌چانگ (생창리، Saengchang-ri) | - گامبونگ (감봉리، Gambong-ri) - هاکسا (학사리، Haksa-ri) - یونگ‌یانگ (용양리، Yongyang-ri) |

قصبه ایم‌نام
| - سودونگ (수동리، Sudong-ri) |

قصبه سو (غربی)
| - جادونگ (자등리، Jadeung-ri) | - واسو (와수리، Wasu-ri) |  |

قصبه گون‌بوک
| - بِک‌دوک (백덕리، Baekdeok-ri) - گوم‌گوک (금곡리، Geumgok-ri) | - یوگوک (유곡리، Yugok-ri) | - یول‌موک (율목리، Yulmok-ri) |

قصبه گون‌دونگ
| - بانگ‌تونگ (방통리、 Bangtong-ri) | - گوانگسام (광삼리، Gwangsam-ri) |  |

قصبه گون‌نام
| - پونگام (풍암리، Pungam-ri) - جام‌گوک (잠곡리، Jamgok-ri) | - ساگوک (사곡리، Sagok-ri) - ماهیون (마현리، Mahyeon-ri) | - یانگجی (양지리، Yangji-ri) - یوک‌دان (육단리، Yukdan-ri) |

قصبه وون‌دونگ
| - دونگده (등대리، Deungdae-ri) | - سوهیون (세현리، Seohyeon-ri) |  |

قصبه وون‌نام
| - جوپا (주파리、 Jupa-ri) - جوک‌ده 죽대리、 Jukdae-ri) | - جین‌هیون (진현리、 Jinhyeon-ri) | - نودونگ (노동리、 Nodong-ri) |